# Бочанцев, Виктор Петрович
Ви́ктор Петро́вич Боча́нцев (1910—1990) — советский ботаник, известный своими монографиями семейств Маревые и Крестоцветные.

## Биография
Виктор Петрович Бочанцев родился 20 октября 1910 года в Верном (ныне — Алма-Ата) седьмым ребёнком в казачьей семье. Отец умер в 1917 году, Виктор получал среднее образование в Чимкенте. Затем поступил на биологический факультет Среднеазиатского государственного университета, окончил его в 1934 году по специальности ботаник. Формально руководил выполнением дипломной работы Бочанцева Евгений Петрович Коровин, однако в действительности в её создании принимал участие больше А. И. Введенский.
Бочанцев принимал участие во многих экспедициях САГУ вместе с Введенским и А. Я. Бутковым. В 1937 году он в соавторстве с Бутковым издал небольшую монографию декоративных растений Узбекистана, а также обработал несколько родов для книги «Флора Узбекистана». С 1939 года служил в Красной Армии, в 1946 году, будучи майором, вернулся в САГУ и продолжил работу над вторым томом «Флоры», охватывавшем в первую очередь семейство Маревые.
В 1950 году Виктор Петрович стал заместителем директора Института ботаники АН УзССР. В 1952 году он по приглашению П. А. Баранова переехал в Ленинград, где возглавил среднеазиатский сектор гербария Ботанического института АН СССР. В 1985 году Бочанцев стал старшим научным сотрудником-консультантом БИН АН СССР.
30 августа 1990 года Виктор Петрович Бочанцев скончался.

## Роды и некоторые виды, названные в честь В. П. Бочанцева
- Botschantzevia Nabiev, 1972 — Бочанцевия
- Allium botschantzevii Kamelin, 1976
- Allium victoris Vved., 1971
- Artemisia botschantzevii Filatova, 1985
- Asparagus botschantzevii N.V.Vlassova, 1980
- Asperula botschantzevii Pachom., 1987
- Autumnalia botschantzevii Pimenov, 1989
- Chesneya botschantzevii R.M.Vinogr., 1981
- Climacoptera botschantzevii U.P.Pratov, 1985
- Cousinia botschantzevii Juz. ex Tscherneva, 1962
- Ephedra botschantzevii Pachom., 1968
- Eremostachys botschantzevii Adylov, 1984 [≡ Phlomoides botschantzevii (Adylov) Adylov, 1987]
- Eversmannia botschantzevii Sarkisova, 1981
- Ferula botschantzevii Korovin, 1964
- Jurinea botschantzevii Iljin, 1962
- Lagochilus botschantzevii Kamelin & Tzukerv., 1983
- Lepidium botschantsevianum Al-Shehbaz, 2002
- Neogaillonia botschantzevii Lincz., 1973 [≡ Plocama botschantzevii (Lincz.) M.Backlund & Thulin, 2007]
- Nepeta botschantzevii Tscherneva, 1977
- Perovskia botschantzevii Kovalevsk. & Kochk., 1986
- Potentilla botschantzeviana Adylov, 1976
- Scutellaria botschantzevii M.N.Abdull., 1991
- Taraxacum botschantzevii Schischk., 1964
- Thellungiella botschantzevii D.A.German, 2002 [≡ Eutrema botschantzevii (D.A.German) Al-Shehbaz & Warwick, 2005]